# Aiobahn
Kim Min-hyuk (Seoul, 16 augustus 1996), beter bekend onder zijn artiestennaam Aiobahn, is een Zuid-Koreaanse elektronische muzikant, dj, producer en remixer.

## Carrière
In december 2015 bracht Kim zijn debuutsingle 'City in My Eyes' uit met Jh-Anu en Koo Read on Tasty. Sinds februari 2017 is de videoclip meer dan 800.000 keer bekeken op YouTube.
Datzelfde jaar bracht hij zijn vervolgsingle '枕 元 に ゴ ー ス ト' (Makuramoto ni Ghost) uit met Yunomi op Maltine Records. Het nummer heeft sinds februari 2017 meer dan 300.000 streams op SoundCloud, sinds 2017 is het nummer verwijderd.
In 2016 bracht Kim "Penguin of Galactic Railload" uit met Yunomi en Nicamoq, een van de oorspronkelijke leden van BPM15Q.
In 2018 debuteerde hij op Monstercat met "About U", samen met Vin.

## Discografie

### Ep's
- Märchen EP (2017, Maltine Records)[3]

### Singles
Alleen singles en remixen die sinds oktober 2015 zijn uitgebracht, worden hieronder vermeld:
- "City in My Eyes" (2015, Tasty) (with Jh-Anu featuring Koo Read)
- "Makuramoto ni Ghost" (2015, Maltine Records) (with Yunomi)[4][5]
- "Penguin of Galactic Railload" (2016, Maltine Records) (with Yunomi featuring Nicamoq)[6]
- "Magical Sweet Cake" (2016, Maltine Records) (with Yunomi & Bonjour Suzuki)[7]
- "Towa no Utage" (2016, Maltine Records) (with YUC'e)[8][9]
- "Electric Heart" (2017, Fated Records) (with PRYVT RYN)[10]
- "Shin'en no Mermaid" (2017, Maltine Records) (with YUC'e)[11]
- "Islands" (2018, Lekker)
- "About U" (2018, Monstercat) (with Vin)
- "Sugiyuku Hi to Kimi e" (2018) (with Nayuta)
- "0AM" (2018) (with Nayuta)
- "In Your Arms" (2018, Monstercat) (featuring Ralph Larenzo)[12]
- "If We Never" (2018, Monstercat) (with Vin)[13]
- "Motivation" (2019, Monstercat) (with RudeLies featuring Kris Kiss)
- "Medusa" (2019, Monstercat) (featuring Cozi Zuehlsdorff)
- "Koko ni Iru (I'm Here)" (2019) (featuring rionos)
- "Meant To Be" (2020, Monstercat) (with Vin)
- "Ghost Town" (2020, Revealed Recordings) (with Balville featuring David Shane)

### Ft's
- Murtagh - "Follow Me" van Synapse EP (2017, Tasty)

### Remixen
- Puppet & The Eden Project - "The Fire (Aiobahn Remix)" (2016, Monstercat)
- Shawn Wasabi & YDG feat. Yung Gemmy - "Burnt Rice (Aiobahn & Poplavor Remix)" (2016, in eigen beheer uitgebrachte versie)[14]
- Puppet - Chin Up (met Azuria Sky) [Aiobahn Remix] (2018, Monstercat)[15]
- Porter Robinson & Madeon - " Shelter (Aiobahn & Axollo Remix)" (2019)
- San Holo - " everything matters (when it comes to you)) (Aiobahn Remix)" (2019, Bitbird)